# تپه‌ها چشم دارند (فیلم ۲۰۰۶)
تپه‌ها چشم دارند (به انگلیسی: The Hills Have Eyes) یک فیلم ترسناک به کارگردانی الکساندر آژا و با بازی تد لواین، کاتلین کویینلان و دن برد محصول سال ۲۰۰۶ کشور ایالات متحده است. این فیلم بازسازی فیلمی به همین نام در سال ۱۹۷۷ و به کارگردانی وس کریون است.
فیلم تپه‌ها چشم دارند، نسخهٔ دوباره‌سازی شدهٔ فیلمی با همین نام محصول سال ۱۹۷۷ است. این فیلم توانست ۶۹٫۶ میلیون دلار فروش داشته باشد؛ در حالی که با هزینه‌ای ۱۵ میلیون دلاری ساخته شده بود. این فیلم در شهر ورزازات و استودیوی سی ال ای مراکش فیلمبرداری شده است.

## خلاصهٔ داستان
خانوادهٔ پرجمعیت کارتر به رهبری پدر خانواده، باب کارتر (تد لواین)، بیابان‌های کالیفرنیا را در جست‌وجوی یک معدن نقره که برایشان به ارث رسیده، زیر پا می‌گذارند. وقتی اکسل اتومبیل‌شان می‌شکند، وسط ناکجاآبادی که پیش‌ترها آزمایش‌های اتمی در آنجا انجام می‌گرفته است، خود را گرفتار می‌بینند و سپس تلاش‌هایشان برای کمک گرفتن، سروکار آنان را به‌طور ناخواسته به قلمرو غارنشین‌های وحشی و آدم‌خوار می‌اندازد…

## بازیگران
- آرون استنفورد در نقش داگ بوکوفسکی
- کاتلین کویینلان در نقش اتل کارتر
- وینسا شا در نقش لین کارتر-بوکوفسکی
- امیلی دی راوین در نقش برندا کارتر
- دن برد در نقش بابی کارتر
- تام باور (هنرپیشه) در نقش متصدی پمپ بنزین
- بیلی دراگو در نقش پاپا جوپیتر
- رابرت جوی در نقش لیزارد
- تد لواین در نقش بیگ باب کارتر
- دزموند اسکو در نقش بیگ برایان
- عزرا بوزینگتون در نقش گوگل
- مایکل بیلی اسمیت در نقش پلوتو
- لائورا اورتیز[الف] در نقش روبی
- [ب] در نقش کاترین بوکوفسکی
- گریگوری نیکوترو در نقش سیست
- [پ] در نقش بیگ ماما
- [ت] در نقش ونوس
- [ث] در نقش مرکوری

## تولید
تهیه‌کنندگان وس کریون و پیتر لاک در ابتدا می‌خواستند نسخهٔ جدید را دقیقاً در همان مکان بیابانی تپه‌ها چشم دارند (۱۹۷۷) فیلمبرداری و تهیه کنند.

## فیلمبرداری
فیلم در کشور مراکش فیلمبرداری شده است؛ در حین فیلمبرداری، درجهٔ حرارت هوا در صحرای مراکش به بیش از ۱۲۰ درجه فارنهایت رسیده بود. همچنین صحنهٔ تصادف اتومبیل خانوادگی و تریلر آن، ۳ روز طول کشید تا فیلمبرداری شود.

## پخش
در حدود ۳ دقیقه ابتدایی فیلم که تصاویری از اثرات بمب اتم هنگام تولد و بعد از آن را نشان می‌دهد، در واقع اثرات جهش اتمی نیست، بلکه نقایص هنگام تولد ناشی از استفاده از عامل نارنجی در ویتنام است. عامل نارنجی یکی از شش سم گیاه‌کش آمریکایی بوده که نوعی سم قوی است و ارتش آمریکا در جنگ ویتنام از سال ۱۹۶۱ تا ۱۹۷۱ برای از بین بردن جنگل‌های پناهگاه ویت‌کنگ آن را به کار برد. این مادّه سبب از بین رفتن گیاهان دولپه می‌شود و ترکیبی از اکسین‌های مصنوعی بوده که علاوه بر از بین بردن جنگل‌های انبوه استوایی، بر مردم ویتنام نیز آثار مرگبار فراوانی بر جای گذاشت که در نسل‌های بعدی مردم در مناطق سم‌پاشی شده دیده می‌شود. برآوردها نشان می‌دهد بر اثر این سم‌پاشی‌ها، ۴۰۰ هزار نفر کشته یا ناقص‌العضو شدند و در سال‌های بعدی تاکنون ۵۰۰ هزار کودک با اختلالات مادرزادی زاده شده‌اند. همچنین در فیلم می‌بینیم که بابی برای مقابله با مهاجمان از یک اسلحه Beretta Cougar 8045 استفاده می‌کند.

## جلوه‌ها
دهانهٔ هسته‌ای که داگ با آن روبه‌رو می‌شود، کاملاً رایانه‌ای ساخته شده است.

## رتبه‌بندی
برای رسیدن به رتبه R حدود ۲ دقیقه از فیلم برش داده شد.